# PTPRJ
PTPRJ (англ. Receptor-type tyrosine-protein phosphatase eta; CD148; КФ 3.1.3.48) — мембранный фермент, фосфатаза, продукт гена человека PTPRJ.

## Структура
PTPRJ состоит из 1 337 аминокислот, молекулярная масса 146 кДа. Взаимодействует с CTNND1.

## Функции
PTPRJ входит в семейство белковых тирозинфосфатаз (PTP) группы протеинфосфатаз. Протеинтирозинфосфатазы являются сигнальными молекулами, регулирующими многие клеточные процессы, включая клеточный рост, дифференциацию, митозный цикл и онкогенную трансформацию. Эти белки содержат 5 фибронектиновых повторов III типа, трансмембранный участок и внутриклеточный цитозольный каталитический домен. PTPRJ представлен на всех клетках крови и отрицательно регулирует передачу сигнала от Т-клеточного рецептора, возможно, путём воздействия на фосфорилирование фосфолипазы C PLCG1 и LAT. Кроме этого, PTPRJ дефосфорилирует рецептор PDGFRB и может играть роль в сигнальных путях, индуцированных ультрафиолетом.